# Llista de topònims de Torredembarra
Llista de topònims (noms propis de lloc) del municipi de Torredembarra, al Tarragonès
Informació actualitzada per un bot. Els canvis manuals es perdran quan s'actualitzi!

## cap
| imatge | Nom                | Ubicat a      | instància de | Detalls | coordenades                                            | Protecció | Commons (més fotos)                | Dades a WD                    |
| ------ | ------------------ | ------------- | ------------ | ------- | ------------------------------------------------------ | --------- | ---------------------------------- | ----------------------------- |
|        | Cap Gros           | Torredembarra | cap          |         | 41° 08′ 06″ N, 1° 24′ 03″ E / 41.134964°N,1.400744°E   |           |                                    | Modifica les dades a Wikidata |
|        | Punta de la Galera | Torredembarra | cap          |         | 41° 07′ 55″ N, 1° 23′ 42″ E / 41.131825°N,1.39487778°E |           | Punta de la Galera (Torredembarra) | Modifica les dades a Wikidata |

## casa
| imatge | Nom                           | Ubicat a      | instància de | Detalls                                     | coordenades                                                                                   | Protecció                                  | Commons (més fotos)                           | Dades a WD                    |
| ------ | ----------------------------- | ------------- | ------------ | ------------------------------------------- | --------------------------------------------------------------------------------------------- | ------------------------------------------ | --------------------------------------------- | ----------------------------- |
|        | Grup d'habitatges de Vacances | Torredembarra | casa         | Estil: racionalisme arquitectònic 1954      | 41° 08′ 25″ N, 1° 24′ 10″ E / 41.1403°N,1.40264°E ca:C. Aragó, 5-11 - C. Martineta, 12 3 msnm | bé integrant del patrimoni cultural català | Grup d'habitatges de Vacances (Torredembarra) | Modifica les dades a Wikidata |
|        | casa Huguet                   | Torredembarra | casa         | Estil: arquitectura modernista 19th century | 41° 08′ 40″ N, 1° 23′ 53″ E / 41.1444444°N,1.3980556°E ca:Carrer Antoni Roig, 18 13 msnm      | bé cultural d'interès local                | Casa Huguet                                   | Modifica les dades a Wikidata |
|        | cases de Torredembarra        | Torredembarra | casa         | Estil: arquitectura popular 17th century    | 41° 08′ 42″ N, 1° 23′ 45″ E / 41.144997°N,1.395767°E ca:Pl. del Castell 18 msnm               | bé integrant del patrimoni cultural català | Cases de Torredembarra                        | Modifica les dades a Wikidata |

## cova
| imatge | Nom               | Ubicat a      | instància de | Detalls | coordenades                                                         | Protecció | Commons (més fotos) | Dades a WD                    |
| ------ | ----------------- | ------------- | ------------ | ------- | ------------------------------------------------------------------- | --------- | ------------------- | ----------------------------- |
|        | cova de la Galera | Torredembarra | cova         |         | 41° 07′ 56″ N, 1° 23′ 39″ E / 41.1321169323194°N,1.39423122470398°E |           |                     | Modifica les dades a Wikidata |
|        | cova de la Mula   | Torredembarra | cova         |         | 41° 07′ 55″ N, 1° 23′ 36″ E / 41.1319047154251°N,1.39322375013367°E |           |                     | Modifica les dades a Wikidata |
|        | la Bramadora      | Torredembarra | cova         |         | 41° 07′ 44″ N, 1° 23′ 21″ E / 41.1289650586985°N,1.38912593599985°E |           |                     | Modifica les dades a Wikidata |

## església
| imatge | Nom                                 | Ubicat a      | instància de | Detalls                                         | coordenades                                                                      | Protecció                   | Commons (més fotos)                 | Dades a WD                    |
| ------ | ----------------------------------- | ------------- | ------------ | ----------------------------------------------- | -------------------------------------------------------------------------------- | --------------------------- | ----------------------------------- | ----------------------------- |
|        | Sant Joan Baptista de Torredembarra | Torredembarra | església     |                                                 | 41° 08′ 38″ N, 1° 24′ 42″ E / 41.1438899533312°N,1.41178182244922°E 1.5 msnm     |                             | Sant Joan Baptista de Torredembarra | Modifica les dades a Wikidata |
|        | Sant Joan de Clarà                  | Torredembarra | església     | Estil: arquitectura gòtica arquitectura popular | 41° 09′ 01″ N, 1° 25′ 03″ E / 41.15014°N,1.417399°E ca:Avinguda de Clarà 14 msnm | bé cultural d'interès local | Sant Joan de Clarà                  | Modifica les dades a Wikidata |
|        | Sant Pere de Torredembarra          | Torredembarra | església     | Estil: barroc                                   | 41° 08′ 42″ N, 1° 23′ 44″ E / 41.145033°N,1.395678°E                             | bé cultural d'interès local | Sant Pere de Torredembarra          | Modifica les dades a Wikidata |

## masia
| imatge | Nom                   | Ubicat a      | instància de | Detalls                     | coordenades                                                                                    | Protecció | Commons (més fotos)        | Dades a WD                    |
| ------ | --------------------- | ------------- | ------------ | --------------------------- | ---------------------------------------------------------------------------------------------- | --------- | -------------------------- | ----------------------------- |
|        | Cabeces               | Torredembarra | masia        |                             | 41° 09′ 06″ N, 1° 24′ 26″ E / 41.1515899968786°N,1.40711512829686°E 11 msnm                    |           | Cabeces (Torredembarra)    | Modifica les dades a Wikidata |
|        | Cal Pastoret del Pins | Torredembarra | masia        |                             | 41° 09′ 33″ N, 1° 26′ 08″ E / 41.1591947849708°N,1.43554729767661°E                            |           |                            | Modifica les dades a Wikidata |
|        | Cal Serafí            | Torredembarra | masia        | Estil: arquitectura barroca | 41° 08′ 44″ N, 1° 23′ 43″ E / 41.1456058938017°N,1.39521288561317°E ca:Carrer Ample, 1 18 msnm |           | Cal Serafí (Torredembarra) | Modifica les dades a Wikidata |
|        | Can Bofill            | Torredembarra | masia        | Estil: noucentisme          | 41° 08′ 43″ N, 1° 24′ 55″ E / 41.1452903543228°N,1.41535856583706°E ca:Passeig Marítim 2 msnm  |           | Cal Bofill                 | Modifica les dades a Wikidata |
|        | Mas del Xitot         | Torredembarra | masia        |                             | 41° 08′ 34″ N, 1° 23′ 49″ E / 41.1426402959393°N,1.39700102898384°E                            |           |                            | Modifica les dades a Wikidata |

## nucli de població
| imatge | Nom                  | Ubicat a      | instància de      | Detalls | coordenades                                                        | Protecció | Commons (més fotos)        | Dades a WD                    |
| ------ | -------------------- | ------------- | ----------------- | ------- | ------------------------------------------------------------------ | --------- | -------------------------- | ----------------------------- |
|        | Baix a Mar           | Torredembarra | nucli de població |         | 41° 08′ 38″ N, 1° 24′ 44″ E / 41.14388°N,1.412251°E                |           | Baix a Mar (Torredembarra) | Modifica les dades a Wikidata |
|        | Clarà                | Torredembarra | nucli de població |         | 41° 09′ 19″ N, 1° 24′ 41″ E / 41.155174318168°N,1.4114025233762°E  |           | Clarà (Torredembarra)      | Modifica les dades a Wikidata |
|        | Marítima Residencial | Torredembarra | nucli de població |         | 41° 09′ 37″ N, 1° 25′ 45″ E / 41.1601602507484°N,1.4290524887329°E |           |                            | Modifica les dades a Wikidata |
|        | Molí de Vent         | Torredembarra | nucli de població |         | 41° 09′ 11″ N, 1° 23′ 50″ E / 41.153175339747°N,1.3971500585815°E  |           |                            | Modifica les dades a Wikidata |
|        | les Àmfores          | Torredembarra | nucli de població |         | 41° 09′ 22″ N, 1° 25′ 02″ E / 41.156156783929°N,1.4173377112962°E  |           |                            | Modifica les dades a Wikidata |

## platja
| imatge | Nom                    | Ubicat a                | instància de                                | Detalls                 | coordenades                                                           | Protecció | Commons (més fotos)      | Dades a WD                    |
| ------ | ---------------------- | ----------------------- | ------------------------------------------- | ----------------------- | --------------------------------------------------------------------- | --------- | ------------------------ | ----------------------------- |
|        | el Canyadell           | Torredembarra Altafulla | platja                                      | Llarg: 60m Ample: 60m   | 41° 07′ 58″ N, 1° 23′ 23″ E / 41.13270000004°N,1.3897999999596°E      |           | El Canyadell             | Modifica les dades a Wikidata |
|        | platja de Baix a Mar   | Torredembarra           | platja platja urbana platja d'arena daurada | Llarg: 820m Ample: 50m  | 41° 08′ 32″ N, 1° 24′ 35″ E / 41.142299999722°N,1.4097999998171°E     |           | Platja de Baix a Mar     | Modifica les dades a Wikidata |
|        | platja de la Paella    | Torredembarra           | platja platja d'arena daurada platja urbana | Llarg: 780m Ample: 150m | 41° 08′ 23″ N, 1° 24′ 16″ E / 41.139600000176°N,1.404499999828°E      |           | Platja de la Paella      | Modifica les dades a Wikidata |
|        | platja dels Muntanyans | Torredembarra           | platja àrea protegida platja nudista        |                         | 41° 08′ 57″ N, 1° 25′ 31″ E / 41.14916740714869°N,1.425299817344074°E |           | Estanys de Torredembarra | Modifica les dades a Wikidata |

## refugi antiaeri
| imatge | Nom                                         | Ubicat a      | instància de    | Detalls                          | coordenades | Protecció                   | Commons (més fotos)                         | Dades a WD                    |
| ------ | ------------------------------------------- | ------------- | --------------- | -------------------------------- | --- | --------------------------- | ------------------------------------------- | ----------------------------- |
|        | Refugi antiaeri de la plaça de l'Escorxador | Torredembarra | refugi antiaeri | Estil: arquitectura popular 1936 | 41° 08′ 43″ N, 1° 23′ 51″ E / 41.145271°N,1.397462°E ca:Pl. de l'Escorxador (entrades tapades) 20 msnm                                 | bé cultural d'interès local | Refugi antiaeri de la plaça de l'Escorxador | Modifica les dades a Wikidata |
|        | Refugi antiaeri de la plaça de la Font      | Torredembarra | refugi antiaeri | Estil: arquitectura popular 1936 | 41° 08′ 40″ N, 1° 23′ 50″ E / 41.144434°N,1.397084°E ca:Pl. de la Font. Accés des de l'antic Cafè el Sabó 12 msnm                      | bé cultural d'interès local | Refugi antiaeri de la plaça de la Font      | Modifica les dades a Wikidata |
|        | refugi antiaeri de Clarà                    | Torredembarra | refugi antiaeri | Estil: arquitectura popular 1936 | 41° 08′ 55″ N, 1° 24′ 58″ E / 41.148636°N,1.416139°E ca:Cruïlla de la ctra. de la Pobla de Montornès amb l'antiga N-340. Clarà. 4 msnm | bé cultural d'interès local | Refugi antiaeri de Clarà                    | Modifica les dades a Wikidata |
|        | refugis antiaeris de Torredembarra          | Torredembarra | refugi antiaeri | Estil: arquitectura popular      | 41° 08′ 40″ N, 1° 23′ 49″ E / 41.1444°N,1.39708°E                                                                                      | bé cultural d'interès local | Refugis antiaeris de Torredembarra          | Modifica les dades a Wikidata |

## Misc
| imatge | Nom                                | Ubicat a               | instància de                                    | Detalls                                                               | coordenades                                                                                             | Protecció                                            | Commons (més fotos)                          | Dades a WD                    |
| ------ | ---------------------------------- | ---------------------- | ----------------------------------------------- | --------------------------------------------------------------------- | --- | ---------------------------------------------------- | -------------------------------------------- | ----------------------------- |
|        | Alfa i Omega (escultura)           | Torredembarra          | monument                                        |                                                                       | 41° 08′ 33″ N, 1° 24′ 48″ E / 41.142580100885°N,1.41346968388964°E                                      |                                                      | Alfa i Omega (Torredembarra)                 | Modifica les dades a Wikidata |
|        | Castell de Clarà                   | Torredembarra          | castell                                         | 15th century                                                          | 41° 09′ 00″ N, 1° 25′ 02″ E / 41.14992°N,1.417264°E ca:Carrer de la Indústria, Clarà 15 msnm            | bé d'interès cultural bé cultural d'interès nacional | Castell de Clarà (Torredembarra)             | Modifica les dades a Wikidata |
|        | Castell de Torredembarra           | Torredembarra          | casa forta casa consistorial                    | Estil: arquitectura barroca arquitectura del Renaixement 16th century | 41° 08′ 46″ N, 1° 23′ 46″ E / 41.146°N,1.39603°E ca:Plaça del Castell 20 msnm                           | bé d'interès cultural bé cultural d'interès nacional | Castellnou de Torredembarra                  | Modifica les dades a Wikidata |
|        | Escoles Roig                       | Torredembarra          | edifici escolar                                 | Estil: arquitectura eclèctica                                         | 41° 08′ 45″ N, 1° 23′ 57″ E / 41.145844°N,1.399202°E 27 msnm                                            | bé integrant del patrimoni cultural català           | Escoles Roig                                 | Modifica les dades a Wikidata |
|        | Estació de Torredembarra           | Torredembarra          | estació de ferrocarril                          |                                                                       | 41° 08′ 34″ N, 1° 24′ 21″ E / 41.142805555555555°N,1.40575°E                                            |                                                      | Torredembarra train station                  | Modifica les dades a Wikidata |
|        | Far de Torredembarra               | Torredembarra          | far                                             | 1987 Alt: 38m                                                         | 41° 07′ 56″ N, 1° 23′ 42″ E / 41.1322°N,1.3948833333333°E ca:Avinguda de la Galera / Passeig del Roquer | bé integrant del patrimoni cultural català           | Far de la Galera                             | Modifica les dades a Wikidata |
|        | IES Torredembarra                  | Torredembarra          | edifici                                         | 1994                                                                  | 41° 09′ 03″ N, 1° 24′ 05″ E / 41.15075°N,1.40141°E ca:Av. Sant Jordi, 62 41 msnm                        | bé integrant del patrimoni cultural català           | IES Torredembarra                            | Modifica les dades a Wikidata |
|        | Pas del Mariquillo                 | Torredembarra          | pont                                            |                                                                       | 41° 09′ 47″ N, 1° 23′ 36″ E / 41.1631623182931°N,1.39333041919316°E                                     |                                                      |                                              | Modifica les dades a Wikidata |
|        | Platja de Torredembarra i Creixell | Torredembarra Creixell | espai d'interès natural                         | Llarg: 2160m Ample: 30m                                               | 41° 09′ 06″ N, 1° 25′ 52″ E / 41.15166667°N,1.43111111°E                                                |                                                      | Platja de Torredembarra i Creixell           | Modifica les dades a Wikidata |
|        | Torre de la Vila                   | Torredembarra          | torre de defensa muralla urbana                 | 15th century                                                          | 41° 08′ 42″ N, 1° 23′ 42″ E / 41.145103°N,1.395138°E ca:Carrer del Forn 17 msnm                         | bé d'interès cultural bé cultural d'interès nacional | Torre de la Vila i muralles de Torredembarra | Modifica les dades a Wikidata |
|        | Torredembarra                      | Torredembarra          | entitat singular de població capital municipal  | 17953 hab                                                             | 41° 08′ 44″ N, 1° 23′ 44″ E / 41.145475°N,1.395502°E 17 msnm                                            |                                                      |                                              | Modifica les dades a Wikidata |
|        | Vil·la romana del Moro             | Torredembarra          | despoblat edifici històric                      |                                                                       | 41° 09′ 09″ N, 1° 24′ 42″ E / 41.1523933592928°N,1.4118029952105°E ca:Carrer Via Augusta                |                                                      | Vil·la romana del Moro                       | Modifica les dades a Wikidata |
|        | caseta de la Pedra Seca            | Torredembarra          | cabana                                          |                                                                       | 41° 09′ 39″ N, 1° 24′ 04″ E / 41.1607413469237°N,1.40124402399189°E                                     |                                                      |                                              | Modifica les dades a Wikidata |
|        | cementiri de Torredembarra         | Torredembarra          | cementiri                                       |                                                                       | 41° 08′ 57″ N, 1° 23′ 37″ E / 41.149135°N,1.393498°E                                                    |                                                      | Cementiri de Torredembarra                   | Modifica les dades a Wikidata |
|        | claustre de la Fundació Pere Badia | Torredembarra          | claustre                                        | Estil: arquitectura popular 1824                                      | 41° 08′ 39″ N, 1° 24′ 04″ E / 41.14411°N,1.401167°E ca:Carrer de Pere Badia, 2-4 16 msnm                | bé cultural d'interès local                          | Claustre de la Fundació Pere Badia           | Modifica les dades a Wikidata |
|        | mar Mediterrània                   |                        | mar interior mar mediterrani conca hidrogràfica | Superfície: 2500000km² Profunditat: 5267 1541m Volum: 3839000km³      | 38° N, 17° E / 38°N,17°E 0 msnm                                                                         |                                                      | Mediterranean Sea                            | Modifica les dades a Wikidata |
|        | plaça del Castell                  | Torredembarra          | plaça                                           |                                                                       | 41° 08′ 44″ N, 1° 23′ 44″ E / 41.14555555555555°N,1.3955555555555557°E 20 msnm                          |                                                      | Plaça del Castell (Torredembarra)            | Modifica les dades a Wikidata |